# Aldobrandino II Orsini

Stemma Orsini di Pitigliano

Aldobrandino II Orsini (... – 1472) è stato un condottiero italiano e quinto conte di Pitigliano.

## Biografia
Era figlio di Niccolò I Orsini, quarto conte di Pitigliano e di Luigia Orsini. La sua carriera militare iniziò nel 1434, al comando delle truppe pontificie a Bolsena. Alla morte del padre, difese la contea dagli attacchi dei senesi. Nel 1448 fu al fianco del condottiero Rinaldo Orsini nella difesa di Piombino assediata da Alfonso V d'Aragona. Continuò gli attacchi nei confronti di Siena in Maremma, costringendolo a chiedere l'alleanza di Everso II degli Anguillara. Papa Callisto III fece da mediatore con i senesi affinché terminassero le ostilità, accettando la pace firmata nel 1455.
Aldobrandino ebbe come amante la cugina Penelope Orsini, che gli diede un figlio naturale di cui non è noto il nome, che per favorirlo nell'ascesa famigliare decise di distruggere i figli legittimi del conte. Fu infatti avvelenato nel 1465 il primogenito del conte, Ludovico. Della morte vennero incolpati i senesi, acerrimi nemici degli Orsini. Papa Paolo II fu mediatore nella contesa, che stava sfociando in gravi disordini. Fu scoperta Penelope quale mandante dell'omicidio, che venne uccisa assieme al figlio naturale da Niccolò Orsini, secondogenito di Aldobrandino. Costui fu costretto a rifugiarsi nella rocca del castello e abdicare in favore del figlio, che divenne sesto conte di Pitigliano.
Morì nel 1472.

## Discendenza

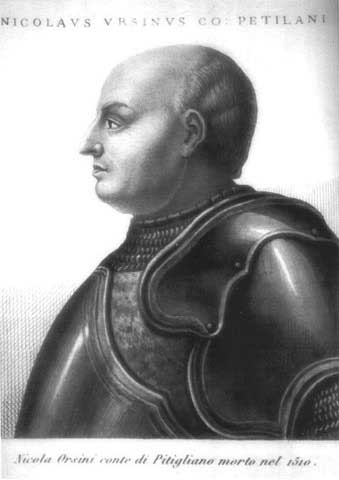
Il condottiero Niccolò Orsini, figlio di Aldobrandino

Sposò in prime nozze Bartolomea Orsini, figlia di Carlo conte di Tagliacozzo e di Bracciano, dalla quale ebbe sette figli:
- Ludovico (?-1465), primogenito, fatto avvelenare da Penelope Orsini
- Niccolò (1442-1510), famoso condottiero e sesto conte di Pitigliano
- Bernardina, sposò Cesareo Bandini
- Gianfrancesco, vescovo di Bitonto
- Luigia, sposò Giacomo Ranolfo Colonna
- Orlando (?-1505), vescovo di Nola
- Lella (Isabella), sposò Gabriele Farnese

Aldobrandino ebbe forse un'altra figlia naturale, Marsibilia, che sposò Benedetto Alessandri di Firenze.